# Cohors V Lingonum
La Cohors V Lingonum fue una unidad auxiliar de infantería del ejército del Imperio Romano del tipo cohors quinquagenaria peditata, cuya existencia está atestiguada desde el último cuarto del siglo I hasta mediados del siglo siglo III.

## Reclutamiento
La cohorte fue reclutada por orden del emperador Domiciano de entre el pueblo de los lingones de la provincia Gallia Belgica en 85 para reforzar las tropas de la provincia Moesia, mermadas por las incursiones de los dacios de Decébalo, dentro del programa de ampliación de las unidades acantonadas en el limes del Danubio para la guerra dacia de 86-89. Tras el cierre en falso de esta campaña, la Cohors V Lingonum permaneció acuartelada en Moesia, aunque se desconoce el lugar exacto.

## ElsigloII
La unidad participó en las guerras dácicas de Trajano entre 101 y 106, a partir de su base en Moesia en Sucidava (Cartierul Celei, Rumanía) cuando el Reino dacio fue anexionado al Imperio como provincia Dacia.
De esta época conservamos dos diplomata militaris, uno de 2 de julio de 110 y otro de 3 de mayo de 113.
Cuando la provincia fue reorganizada por Adriano, fue transferida a la nueva provincia Dacia Poroliense, acuartelada en la capital provincial, Porolissum (Moigrad, Rumanía), donde se atestiguan materiales de construcción sellados con su figlinae y varias inscripciones honorarias y algún diploma militaris.
La unidad esta atestiguada en una serie de diplomata militaris de diferentes fechas emitidos en nombre del emperador de cada momento por el gobernador provincial, un procurador ecuestre, ya que la provincia Dacia Poriolensis sólo tenía como guarnición unidades auxiliares y no legiones; los diplomas son los siguientes:
- Del año 132 bajo Adriano.[7]
- 27 de septiembre entre 140 y 144, bajo Antonino Pío.[8]
- 24 de septiembre de 151, bajo Antonino Pío.[9]
- 26 de noviembre de 161, bajo Marco Aurelio y Lucio Vero.[10]
- varios ejemplares de 21 de julio de 164, bajo Marco Aurelio y Lucio Vero.[11]
- De fecha y emperador desconocido.[12]

A finales del imperio de Antonino Pío, hacia 157-160, fue dirigida por el Praefectus cohortis Publio Comino Clemente.
La unidad participó en las campañas emprendidas por Marco Aurelio para combatir y rechazar a cuados, marcomanos y sármatas, defendiendo la provincia y, en general, las tres Dacias, especialmente frente a los sármatas.

## ElsigloIIIy el final de la cohorte

El territorio romano en el bajo Danubio y los Cárpatos, incluyendo las tres dacias.

Asesinado Pertinax en 193, la unidad, junto con todo el ejército de las tres Daciae y de las dos Moesiae, se declaró partidaria del gobernador de Pannonia Superior, Septimio Severo. Por ello, debió enviar una vexillatio que se integró en el ejército de Septimio Severo para conquistar Italia frente a Didio Juliano, para pasar después a Oriente contra Pescenio Niger y contra el Imperio parto y después contra Clodio Albino en la Gallia.
La unidad fue dirigida bajo el imperio de Caracalla, entre 212 y 217 por el Praefectus Cohortis Lucio Antonio Mariniano, y demostró su lealtad a este emeprador y a su madre Julia Domna erigiendo una inscripción honoraria a su nombre en su base de Poriolisum (Moigrad, Rumanía), también entre 212 y 217.
A partir del imperio de Caracalla, los godos sustituyeron a los sármatas como incómodos vecinos del Imperio Romano en la gran llanura europea, atacando varias veces las tres provincias dacias, y, especialmente, la Dacia Poriolensis, bajo Maximino el Tracio, Gordiano III, Filipo el Árabe, Decio y Galieno. La presión sobre la provincia y las continuas usurpaciones y guerras civiles debilitaron la guarnición, de manera que el último testimonio conservado de la Cohors V Lingonum data del imperio de Filipo el Árabe, cuando el campamento de la unidad fue reconstruido y se dedicó en honor de ese emperador una inscripción, en 244, epígrafe que fue alterado mediante la damnatio memoriae de Filipo por orden de su sucesor Decio en 249.
Sin embargo, un ataque de catos y godos y las graves dificultades que atravesaba el Imperio, obligaron al emperador Galieno a abandonar en 260 la Dacia Poriolensis, y en ese ataque la cohorte debió ser destruida.

## Bibliografía

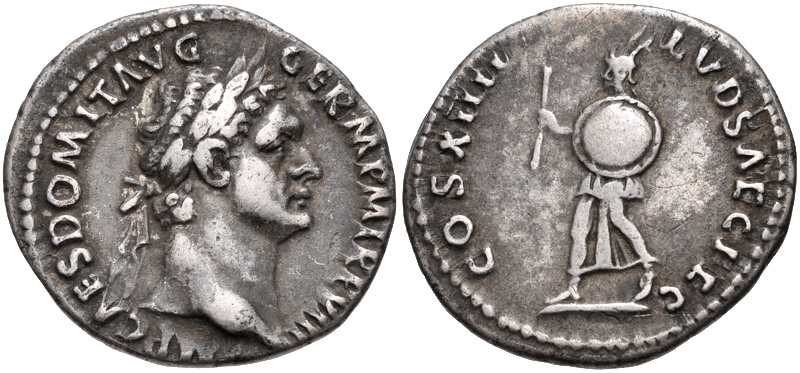
Denario emitido por el emperador Domiciano, quien ordenó el reclutamiento de la Cohors V Lingonum.